# إتش إل إل للرعاية الصحية
مؤسسة إتش إل إل للرعاية الصحية المحدودة (المعروفة سابقًا باسم مؤسسة هندستان لاتكس المحدودة ) هي شركة هندية مصنعة لمنتجات الرعاية الصحية , تقع في ثيروفاناثابورام في كيرالا ,  الهند .هي مؤسسة مملوكة من قبل الحكومة الهندية ومتضمنة من قبل القطاع الحكومي.

## المنتجات
تقوم بإنتاج مستحضرات ومنتجات العناية الصحية , مثل :عازل ذكري , حبوب منع الحمل , اللولب ، الغرز الجراحية , أكياس وحدات الدم و مستحضرات صيدلانية . واحد من منتجات منع الحمل لهذه المؤسسة هو أورميلوكسيفين , والذي يحمل العلامة التجارية ساهيلي , وهو المستحضر الوحيد عالميًا غير الهرموني و عديم الستيرويدات المأخوذ عن طريق الفم على هيئة قرص أسبوعيًا . عام 2012 قامت المؤسسة بإعلان اختبار تفاعل البلمرة المتسلسل بالاعتماد على اختبارات شيكونغونيا و حمى الضنك بالتعاون مع مركز راجيف غاندي للتكنولوجيا الحيوية في تريفاندروم . وفي شهر كانون الأول من عام 2015 , قاموا بالتعاون مع الحكومة الهندية لإنشاء صيدليات أمريت في الهند لتوفير أدوية وعلاجات أقل ثمنًا لاضطرابات مرض السرطان و اضطرابات أمراض القلب والأوعية الدموية .

## التاريخ
عام 2005 , قامت المؤسسة بإنشاء مستشفيات لايف سبرنج , كمشروع مشترك مع صندوق أكومين , الذي يعد مشروع داعم خيري غير ربحي عالمي من الولايات المتحدة الأمريكية , لتوفير تكلفة أقل لخدمات الأمومة , ابتداءً من حيدر أباد . وتملك اليوم تسع مستشفيات في أنحاء ولاية أندرا براديش .
في شهر شباط من عام 2014 , اكتسبت المؤسسة 74% من أسهم مؤسسة غوا لل
```
والمستحضرات الصيدلانية المحدودة.
```

في الثامن من شهر كانون الثاني , وافقت الحكومة الهندية على خصخصة مؤسسة إتش إل إل للرعاية الصحية .

## وصلات خارجية
عازل ذكري
حبوب منع الحمل